# Swiss Open Gstaad 2021
Swiss Open Gstaad 2021 — тенісний турнір, що проходив на ґрунтових кортах у місті Гштаад, Швейцарія з 19 до 25 липня. Належав до категорії ATP 250.

## Фінальна частина

### Одиночний розряд
Каспер Рууд —  Юґо Ґастон 6–3, 6–2

### Парний розряд
Марк-Андреа Гюслер /  Домінік Штрікер —  Шимон Валькув /  Ян Зелінський 6–1, 7–6(9–7)